# Mighty Midgets
Mighty Midgets er et dansk melodisk hardcore punkband fra Aalborg. 
Bandet bestod fra 2006 og frem til sit ophør/lange pause af frontvokal Troels Højgaard Sørensen, guitarist og vokal Niels Højgaard Sørensen, guitarist Peter Valler, bassist Lasse Olsen og trommeslager Rasmus Glassau Clausen. 
Bandet har spillet mere end 125 koncerter over hele Europa med bands som the Unseen, Streetlight Manifesto, Smoke or Fire, Voice of a Generation, This is a Standoff, Real McKenzies, Off With Their Heads, Fake Problems, MDC og Tragedy.
Mighty Midgets udgav deres debutalbum Raising Ruins for the Future, som indeholder 12 sange. Sangene er optaget i Mighty Midgets' eget studie i bandets fritid. Albummet bliver udgivet i et samarbejde mellem Shattered Thought Records (Schweiz), Deadlamb Records (Irland) og 5Feet Under Records (Aalborg). Albummet er mixet og mastered af Jacob Bredahl (Last Mile & ex-HateSphere) i hans "Dead Rat Studio" i Århus i januar 2010.
I 2011 udgav bandet en split-cd med det engelske band Revenge of the Psychtronic Man, det amerikanske band Fist of the North Star samt det svenske band Broken Aris. Dette var samtidig året, hvor bandet udgav sideprojekter i form af to 7"'ere i form af bandene Still Around og Lemlæstet fosterbræk.
Bandets medlemmer har undervejs og efterfølgende været en del af pladeselskabet 5FeetUnder Records og spillet i bands som Kollapse, Columbian Neckties og Stöj Snak. Derudover har Rasmus Glassau Clausen fungeret som producer, tekniker og mastering engineer på adskillige undergrundsplader.

## Diskografi
- Split with Revenge of the Psychotronic Man, Fist of the North Star, Broken Aris, CD, juni 2011. 5FeetUnder Records, TNS Records og Stik Man Records
- Raising Ruin for the Future, CD, marts 2010. 5FeetUnder Records, ST Records og Deadlamb Records
- Plug-n-Pray, CD, august 2008. 5FeetUnder Records
- Split med Stars Burn Stripes, 7" (grøn), juni 2006. 5FeetUnder Records
- Split med The Cakes, CD, 2006. AMP Records